# Czysta (Smołdzino)

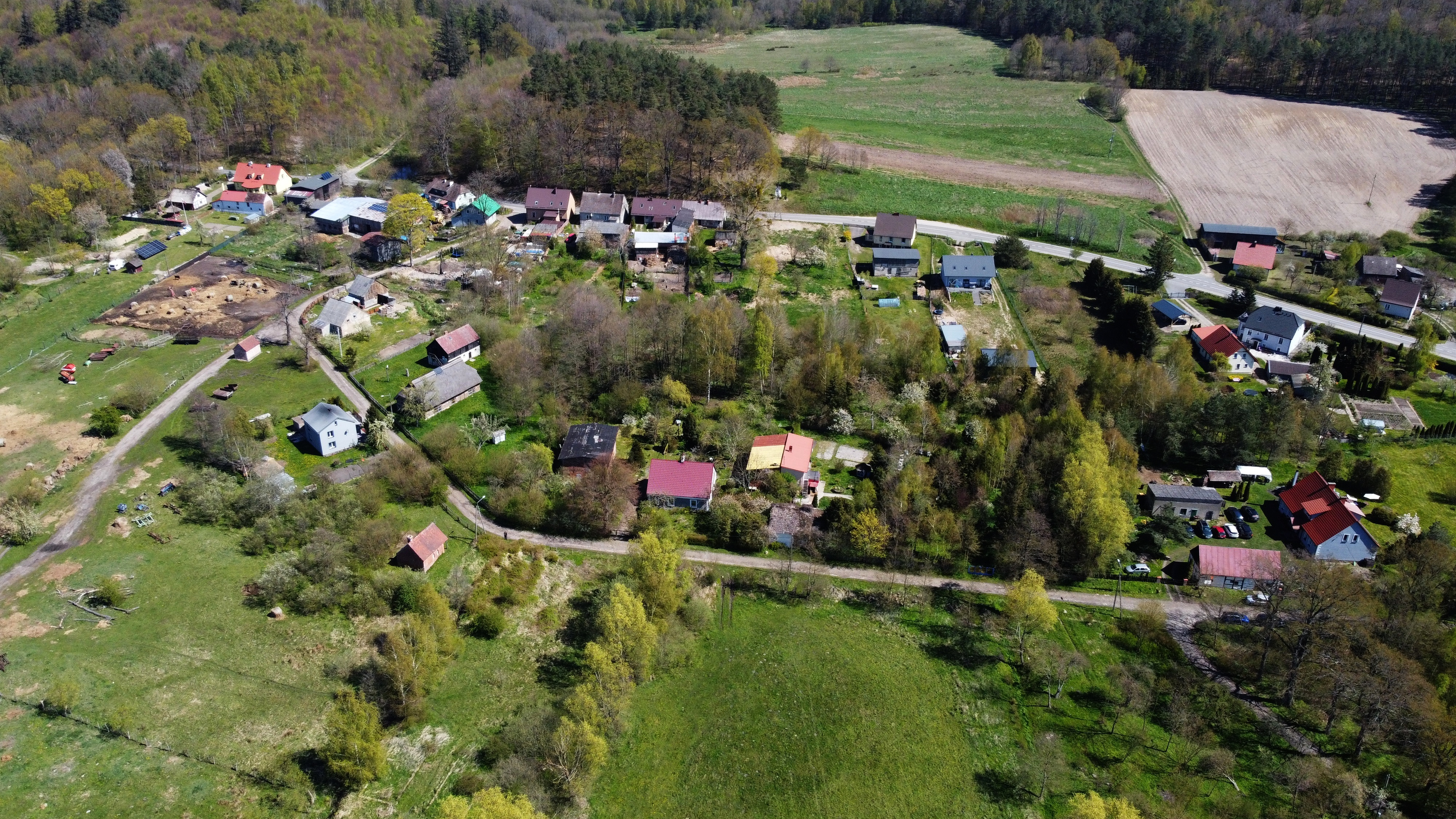
Czysta, 2023

Czysta (deutsch Wittbeck, slowinzisch Čĩstå) ist ein Dorf in der Gemeinde Smołdzino im Powiat Słupski (Kreis Stolp) der polnischen Woiwodschaft Pommern.

## Geographische Lage
Czysta liegt in Hinterpommern, etwa 20 Kilometer nordnordöstlich der Stadt Słupsk (Stolp), sieben Kilometer südwestlich des Kirchdorfs Smołdzino (Schmolsin) und anderthalb Kilometer südlich des Jezioro Gardno (Garder See) an der Ostsee.

## Geschichte
Czysta war früher ein altes Lehen der Familie Bandemer. Um 1784 gab es in Wittbeck zwei Vorwerke, fünf Kossäten und insgesamt zwölf Haushaltungen. Das Dorf bestand aus zwei Teilen, Wittbeck A und Wittbeck B. Wittbeck A mit einem Vorwerk und zwei Kossäten, Wittbeck B mit einem  Vorwerk und drei Kossäten sowie Rotten A fielen nach dem Tod des Friedrich Wilhelm von Bandemer dessen ältestem Sohn zu, der Wittbeck A und Wittbeck B  im Jahr 1733 an Werner Ernst von Lettow verpfändete. Diese Güter wurden jedoch am 7. Oktober 1738 für 3.560 Reichstaler von der Witwe des Valentin von Bandemer wieder eingelöst. Deren einziger Sohn, der Hauptmann Joachim Bogislav von Bandemer,  besaß um 1784 Wittbeck A und Rotten B.
Wittbeck B gehörte um 1784 dem Leutnant Carl Friedrich Bogislav von Bandemer. Wittbeck A und B gehörten im Jahr 1804 Wilhelm von Bandemer. 1838 kaufte der Justizrat Friedrich August Ludwig Messerschmidt von Arnim das Gut für 16.500 Taler. Die letzten Besitzer der Güter Wittbeck und Wittstock waren 1884 der Leutnant Horn und seit 1909 der Rittmeister a. D. Georg Steifensand auf Schwuchow. Nach 1924 wurde Wittbeck aufgesiedelt.
Im Jahr 1925 standen in Wittbeck 32 Wohngebäude. Im Jahr 1939 lebten in Wittbeck 271 Einwohner in 57 Haushaltungen, und die Gemeinde hatte insgesamt 40 landwirtschaftliche Betriebe.
Vor 1945 gehörte Wittbeck zum Amtsbezirk Schmolsin im Landkreis Stolp, Regierungsbezirk Köslin, der Provinz Pommern. Die Gemeindefläche war 388 Hektar groß. Wittbeck war der einzige Wohnort in der Gemeinde Wittbeck.
Gegen Ende des Zweiten Weltkriegs besetzte am 9. März 1945 die Rote Armee kampflos das Dorf. Unter der sowjetischen Besatzung hatten die Dorfbewohner viel zu leiden. Als Folge des Krieges übernahmen anschließend Polen das Dorf und die deutschen Dorfbewohner wurden vertrieben. Wittbeck wurde in Czysta umbenannt.
Später wurden in der Bundesrepublik Deutschland 140 und in der DDR 64 aus Wittbeck vertriebene Dorfbewohner ermittelt.
Das Dorf gehört heute zum Powiat Słupski der Woiwodschaft Pommern (bis 1998 Woiwodschaft Słupsk). Es hat heute etwa 160 Einwohner.

### Kirche
Die vor 1945 in Wittbeck anwesende Bevölkerung war evangelisch. Im Jahr 1925 hatte Wittbeck einen Bewohner katholischer Konfession. Wittbeck  gehörte zum Kirchspiel Groß Garde und damit zum Kirchenkreis Stolp-Altstadt.

### Schule
Die Kinder aus Wittbeck besuchten die Volksschule in Wittstock.